# Оловен азид
Оловният азид Pb(N3)2 е иницииращо взривно вещество, използвано в детонаторите самостоятелно или в комбинация с друго взривно вещество - тетрил, хексоген и др. Получава се при взаимодействието на натриев азид с оловна сол. Ето и промишлената технология за получаването му:
Приготвят се
разтвори от натриев азид и оловен динитрат.
В техническия натриев азид обикновено има
примеси от натриев карбонат. За да се
избавим от тях към разтвора се прибавя
калциев динитрат. Ако разтворът на
натриевия азид има алкална реакция се
неутрализира с азотна киселина. Разтворите
се филтрират за да бъдат съвършено бистри. В
цилиндричен съд от стъкло или фаянс първо
се налива разтвора на оловен динитрат, а
след това при непрекъснато разбъркване с
механична бъркалка при температура 18-22 °C се прибавя постепенно разтвора от
натриев азид. След края на реакцията сместа
се пуска през гумена тръба върху [[вакуумен
филтър]]. Следва промиване с вода, след това
спирт и накрая бензин. После се гранулира
пак върху филтъра, като се обработва с 5%
разтвор на парафин в бензин, като разчета е
да се вкарат 3-5% парафин спрямо сухото
вещество. След това се пренася върху
копринено сито с по 10 дупки на линеен
сантиметър, и се претрива с гумена
пластинка с дървена дръжка. Суши се във
вакуумни сушилни шкафове при 50 °C. Преди употреба се пресява през сито
с 8 и след това с 25 дупки на линеен
сантиметър, като така се премахват прахът и
бучките. Те се намокрят с бензин и се връщат
за гранулиране със следващата порция.